# أدليد لامبرت
أدليد لامبرت (بالإنجليزية: Adelaide Lambert)‏ (27 أكتوبر 1907 – 17 أبريل 1996) كانت سبّاحة من الولايات المتحدة، مثّلت بلادها في الألعاب الأولمبية الصيفية 1928، وسباحة في الألعاب الأولمبية الصيفية 1928 – سيدات 4 × 100 متر سباحة حرة تناوب ‏.

## وصلات خارجية
- أدليد لامبرت على موقع الاتحاد الدولي للسباحة (الإنجليزية)
- أدليد لامبرت على موقع اللجنة الأولمبية الدولية (الإنجليزية)
- أدليد لامبرت على موقع أوليمبيديا (الإنجليزية)